# Domberg (Freising)

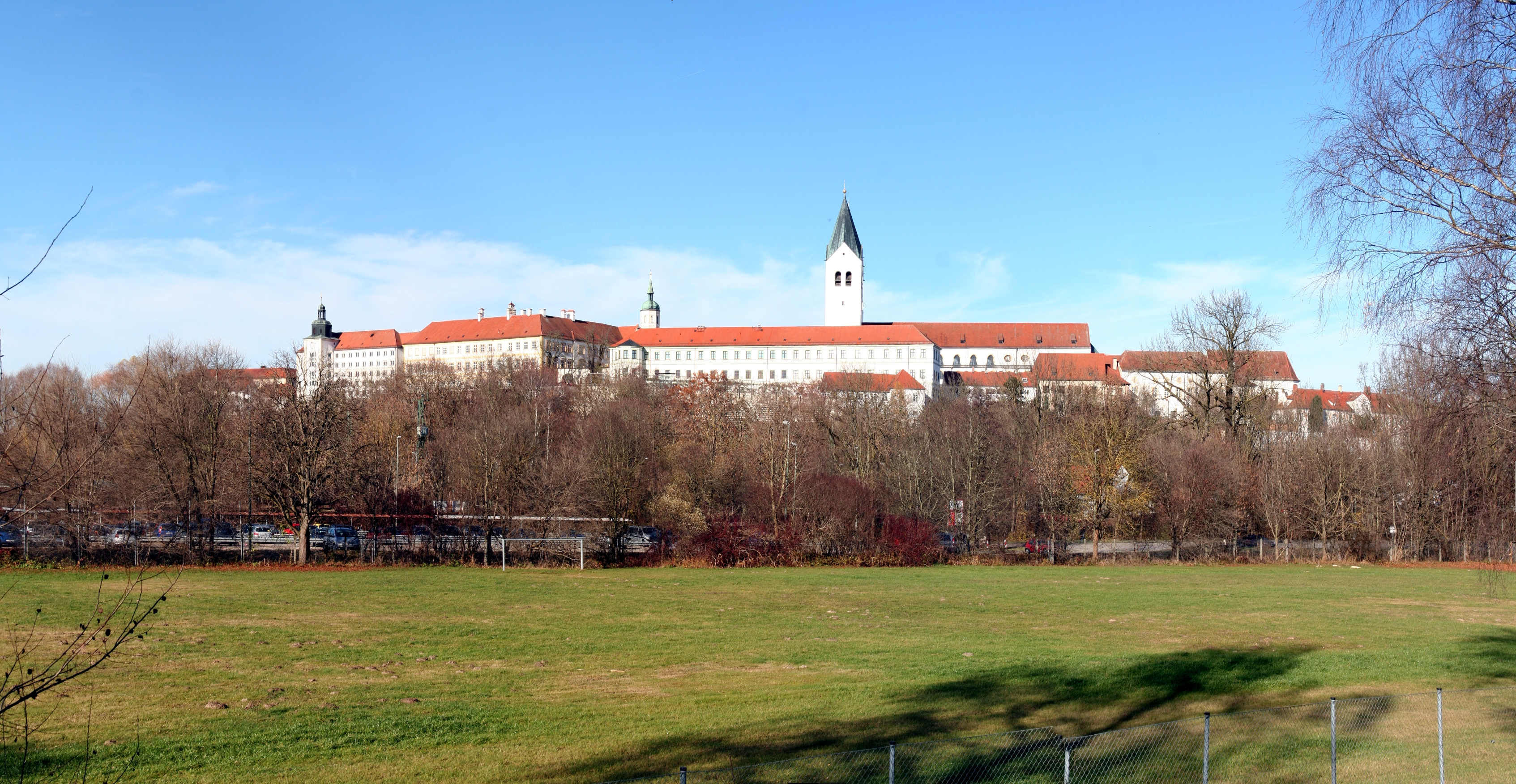
Domberg Freising von Süden

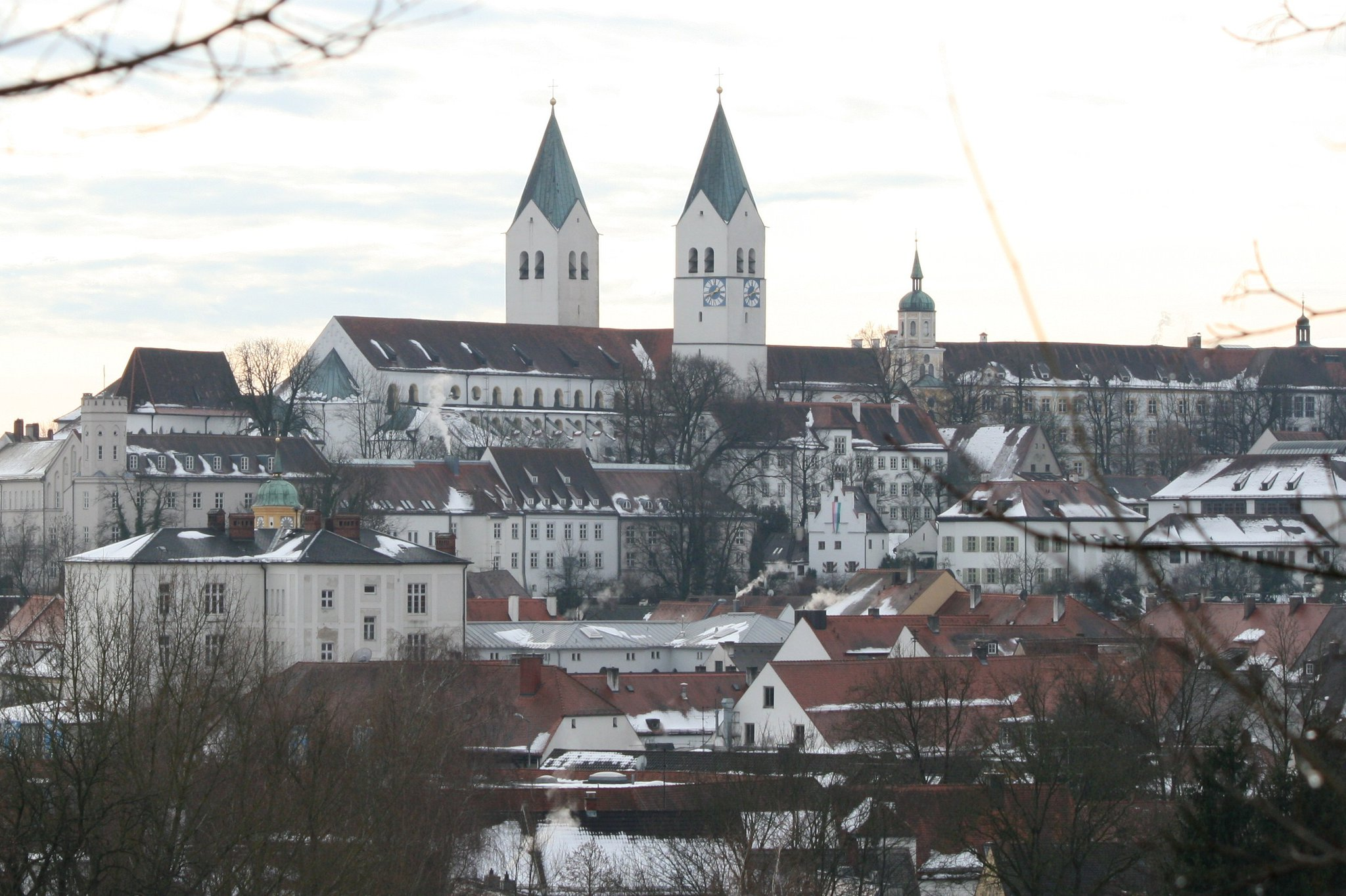
Domberg im Winter von Nordosten

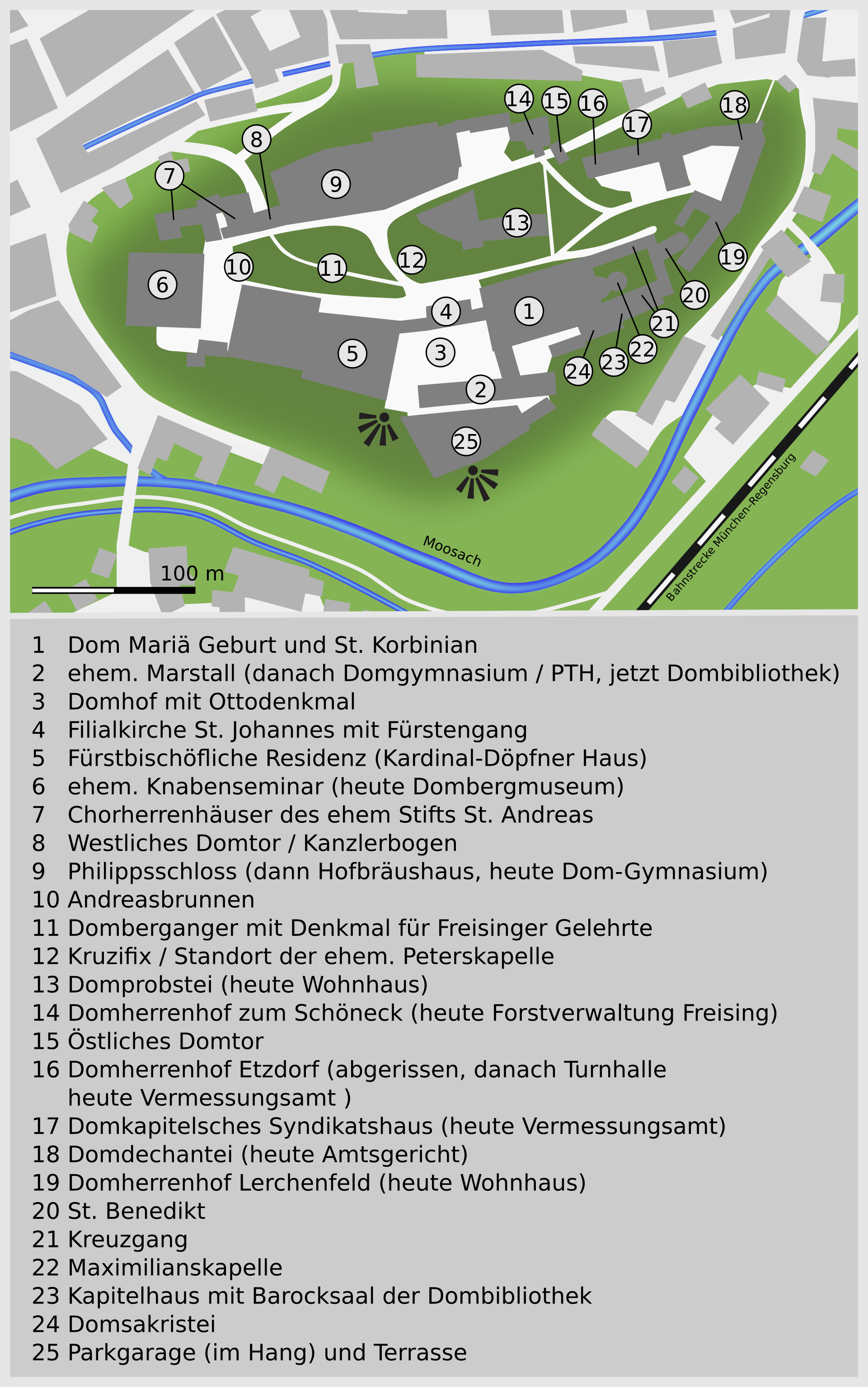
Übersichtskarte des Dombergs

Der Domberg zu Freising ist eine nördlich der Isar gelegene, knapp 30 Meter hohe Erhebung, die ein weithin sichtbares Wahrzeichen Freisings bildet. Den Mittelpunkt bildet der Freisinger Dom, oder genau bezeichnet Dom St. Maria und St. Korbinian in Freising. Den westlichen Abschluss des Domhofes bildet die ehemalige Fürstbischöfliche Residenz der Freisinger Fürstbischöfe (bis 1802), jetzt Kardinal-Döpfner-Haus.

## Lage

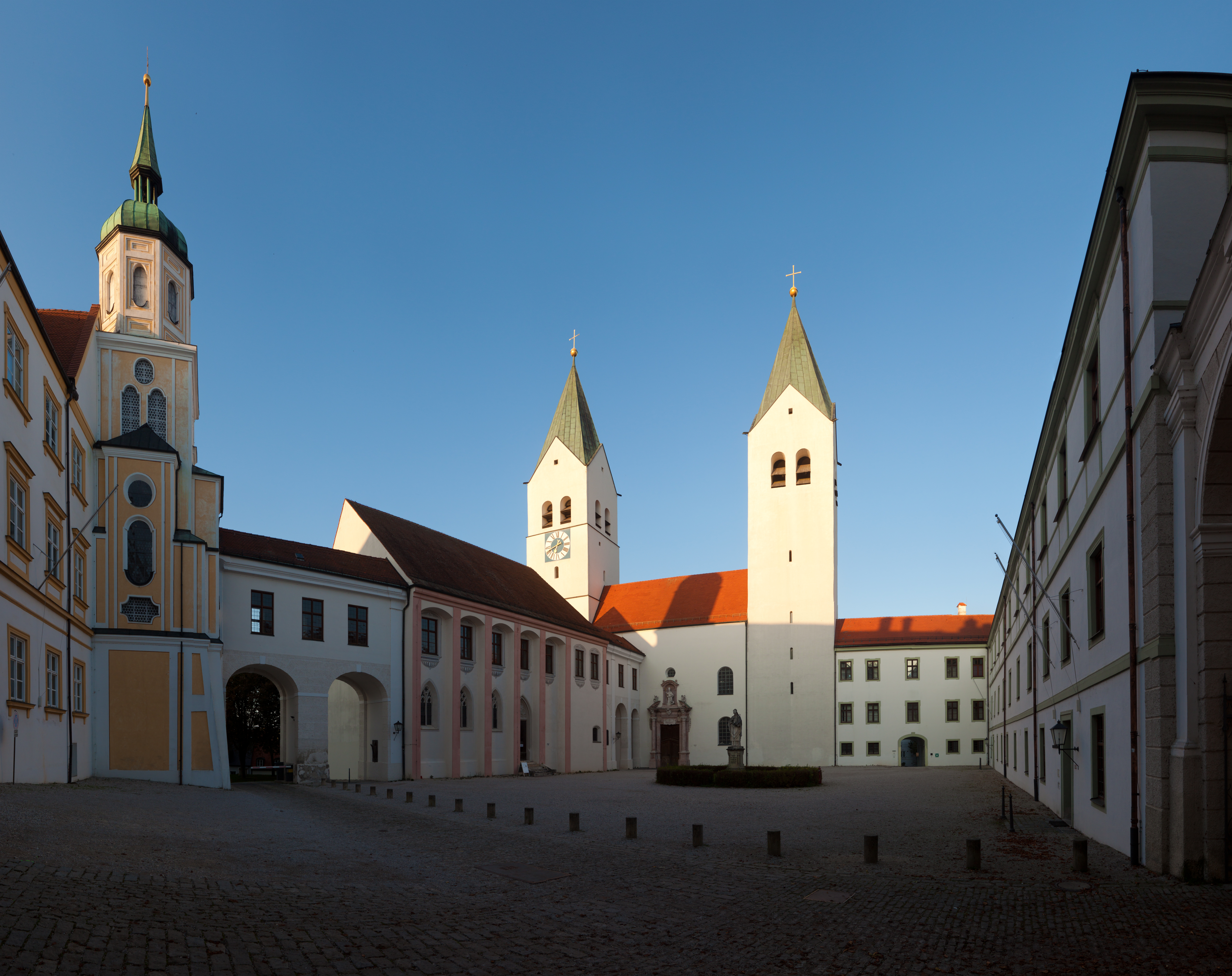
Innenhof des Dombergs mit Sicht auf den Freisinger Dom, Hauptportal

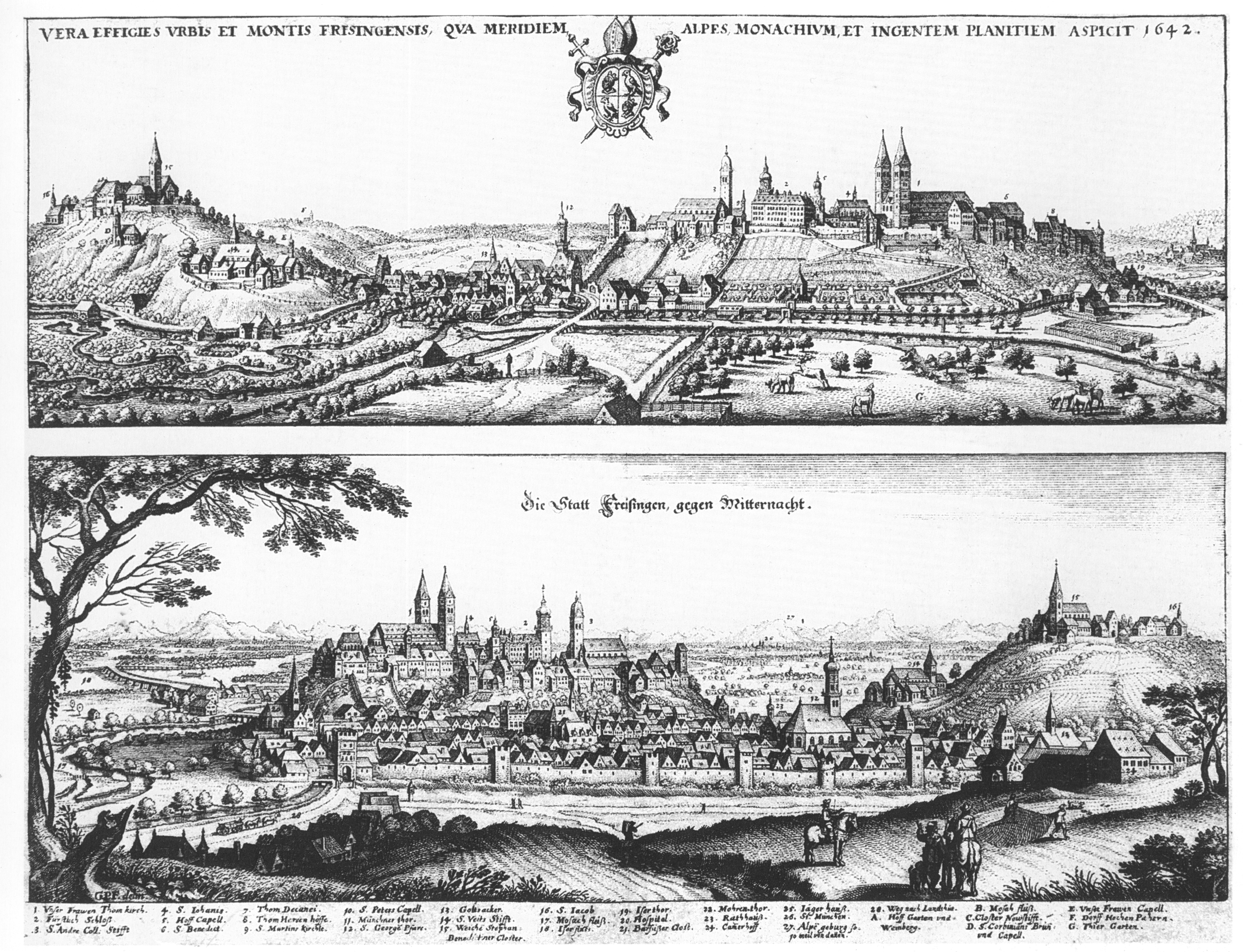
Süd- und Nordansicht des Dombergs (um 1642)

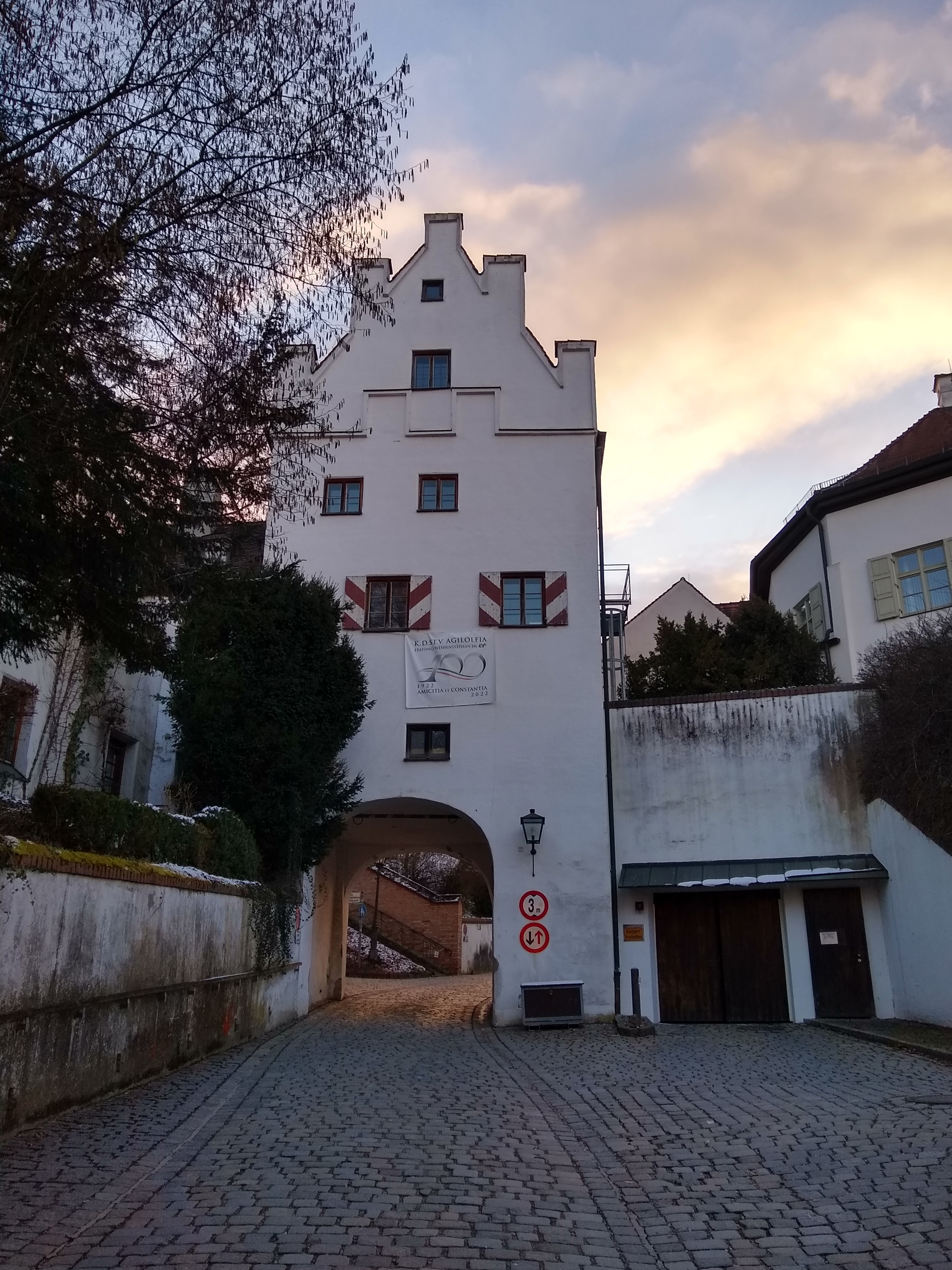
Östliches Domtor Agilolfenturm (1479)

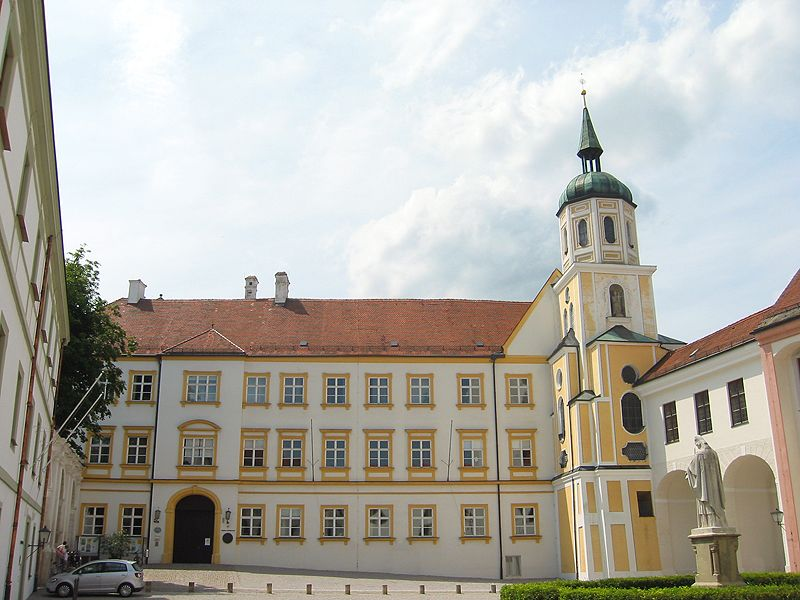
Ehem. Fürstbischöfliche Residenz, heute Kardinal-Döpfner-Haus (im Kern 14. Jh.)

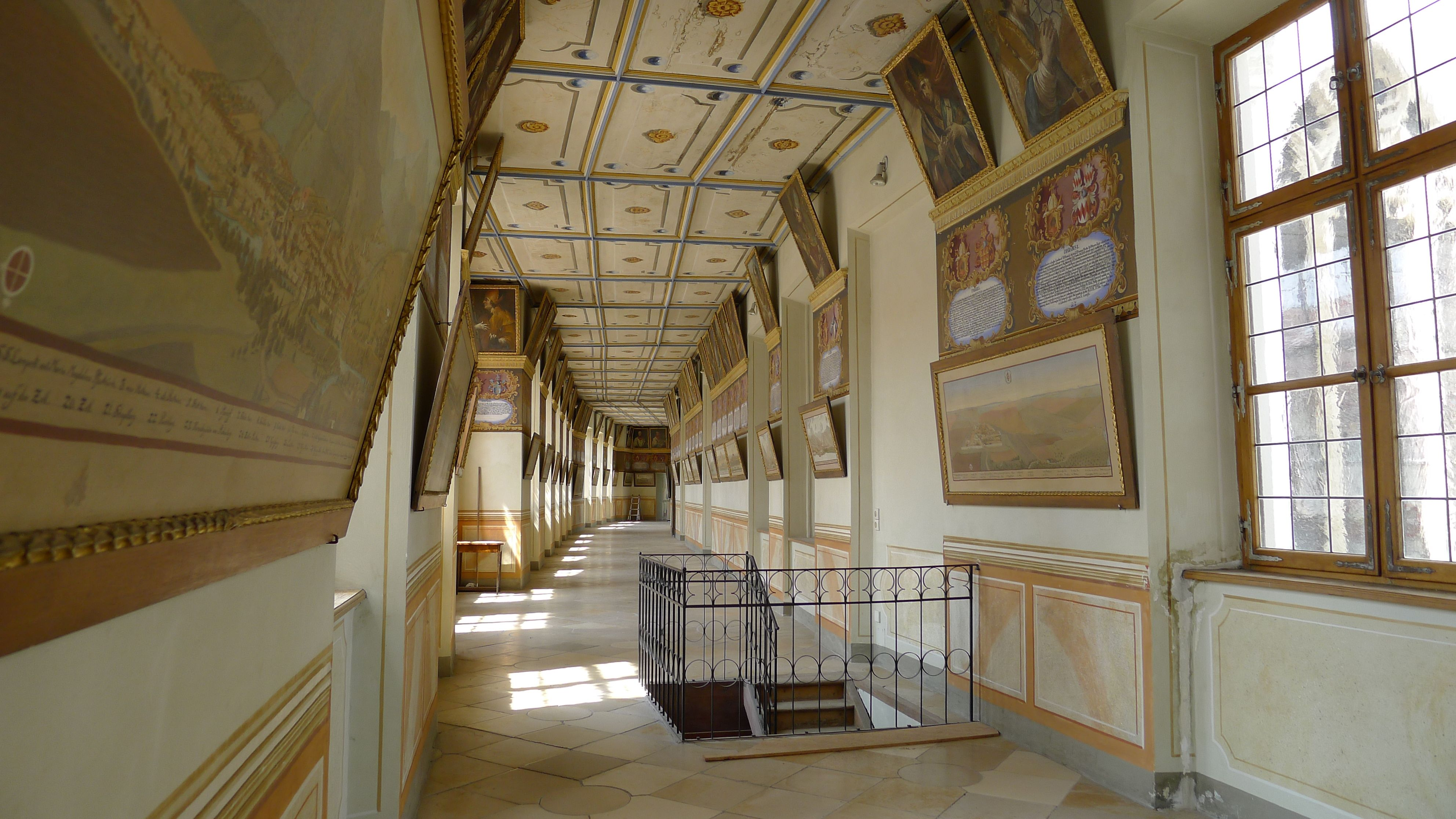
Fürstengang zwischen Fürstbischöflicher Residenz und Freisinger Dom

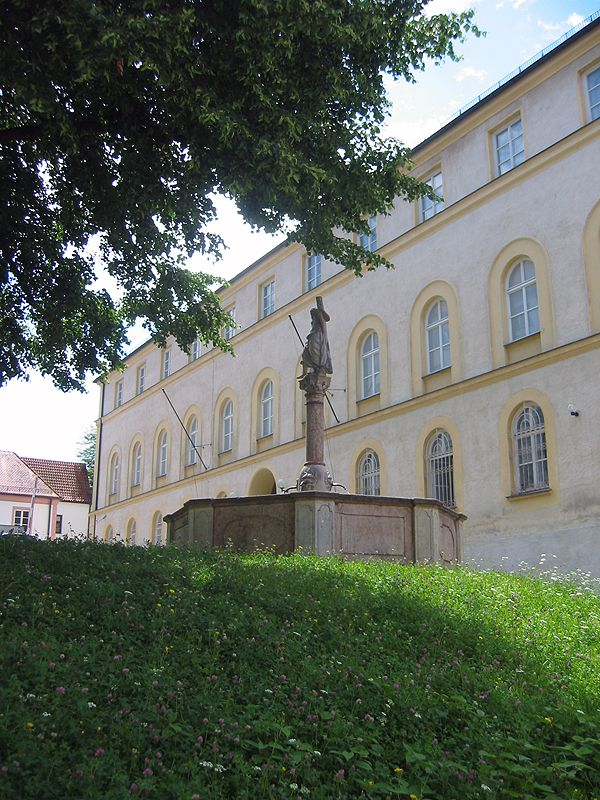
Diözesanmuseum Freising mit Andreasbrunnen im Vordergrund (1697)

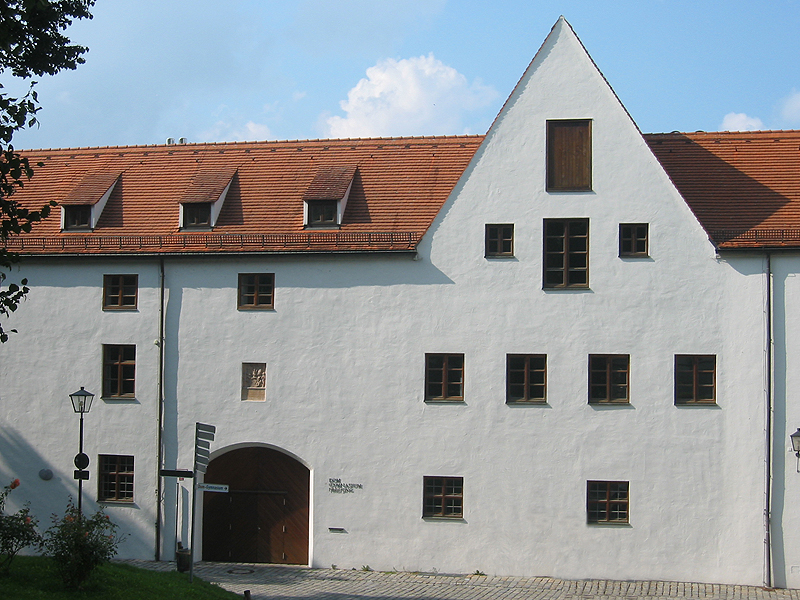
Das Dom-Gymnasium

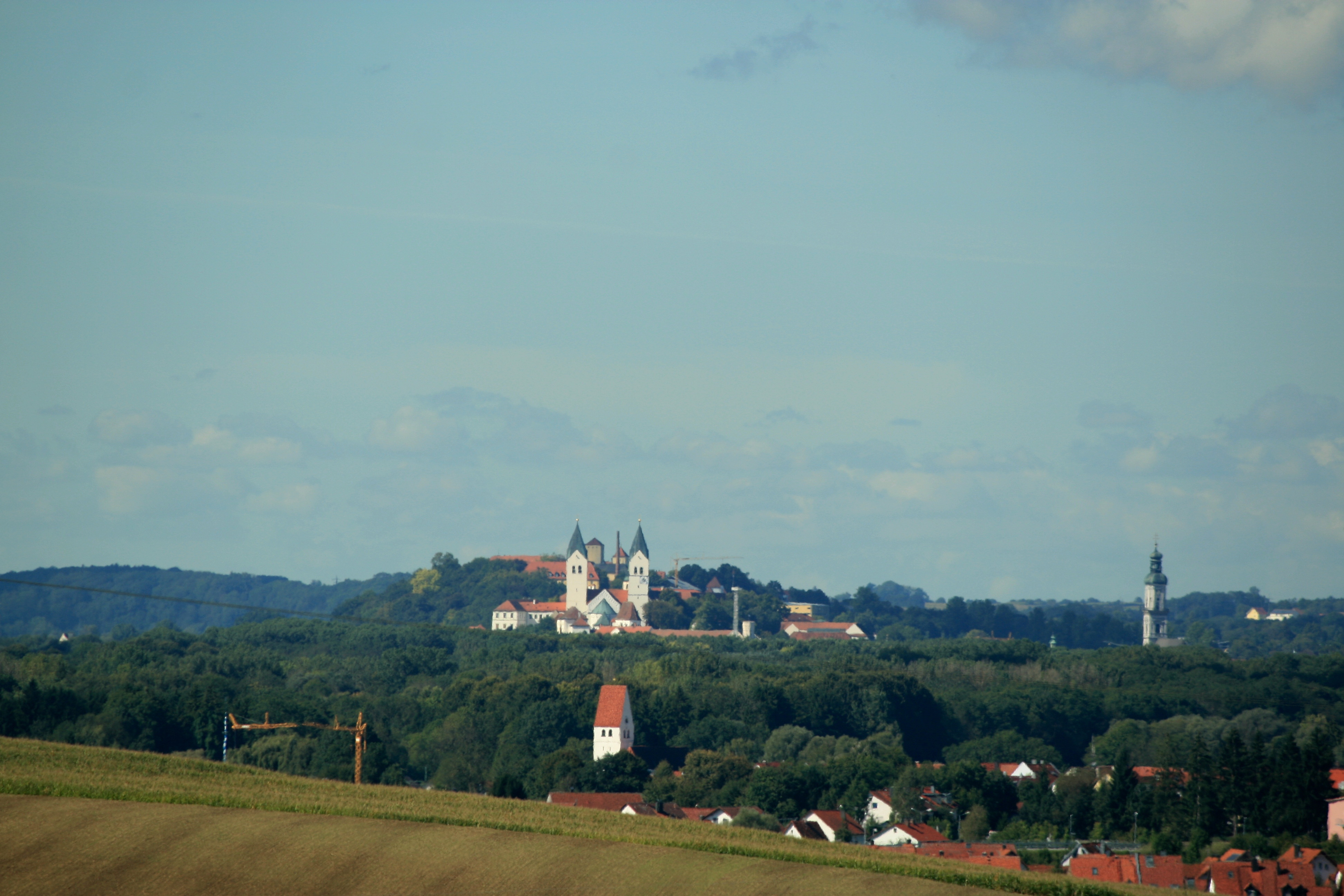
Freising von Osten

Der Domberg und die Altstadt – die später entstandene Bürgerstadt – bilden den historischen Stadtkern von Freising. Die tiefer gelegene Altstadt grenzt im Norden und Westen an. Die einzigen beiden Zugänge zum Domberg sind durch die Altstadt von Osten her das Agilolfingertor und von Westen der Kanzlerbogen. Der Südhang des Berges bildet die Grenze zwischen Donau-Isar-Hügelland (westlicher Teil des unterbayerischen Hügellandes) und der Münchner Schotterebene.
Der Domberg steht jedoch isoliert von anderen Hügeln und wird sowohl im Süden als auch im Norden von Flussarmen der Moosach umflossen. Wenige hundert Meter westlich erhebt sich der Weihenstephaner Berg. Auf der Südseite befinden sich zwei Aussichtsterrassen, das Belvedere aus der Barockzeit und die tiefer liegende neue Terrasse (auf der Tiefgarage). Es gibt einen Ausblick in Richtung Erdinger Moos mit dem dort liegenden Flughafen München. Bei guter Sicht reicht vom Belvedere der Blick über die Münchner Schotterebene bis nach München und in die Alpen, bei Föhn Sicht auf die nördliche Alpenkette von den Berchtesgadener Alpen bis zu den Allgäuer Alpen.

## Geschichte
Die ältesten Spuren menschlicher Besiedelung verweisen auf die späte Linearbandkeramik ca. um 5.000 v. Chr. und stammen von den Ausgrabungen einer privaten Grabungsfirma im Auftrag des Diözesanmuseums Freising auf dem Domberg im Jahr 2019/20. Bereits 1976 wurden bei früheren Ausgrabungen Keramik und Hornsteingeräte zu Tage gefördert, die der jungneolithischen Münchshöfener Kultur zugeordnet wurden. Weitere Zeugnisse geben umfangreiche Funde aus der frühen Bronzezeit und der Urnenfelderzeit. Eine kontinuierliche Besiedlung ist bisher zwar nicht zweifelsfrei belegt, wegen der exponierten landschaftlichen Lage des Dombergs aber höchstwahrscheinlich. Der Domberg ist jedenfalls die Keimzelle des heutigen Freisings und dominierte über Jahrhunderte die Stadt. Auf dem agilolfingischen Burgberg gründete der hl. Korbinian 739 das Bistum und spätere Hochstift Freising. Am 5. April 1159 fiel die Bebauung des Dombergs und Teile der Stadt einem verheerenden Stadtbrand zum Opfer.
Auf Grund der über Jahrhunderte auf dem Domberg existierenden Domschulen, Scriptorien, Bibliotheken und anderen Bildungseinrichtungen war der Berg das kulturelle, künstlerische und religiöse Zentrum Altbayerns. Vermutlich ab dem 12. Jahrhundert (laut Karl Meichelbeck) trug der Berg den Beinamen mons doctus (lat. Berg der Gelehrsamkeit). Diese Epoche endete zunächst mit der Säkularisation in deren Folge alle Einrichtungen geschlossen wurden.
Um die Stadt Freising für die schweren Verluste der Säkularisation zu entschädigen, gründete Ludwig I. 1826 das Priesterseminar im Gebäude der ehemaligen Residenz, das königliche Lyceum (ab 1923 philosophisch-theologische Hochschule) und ein Knabenseminar. Das Dom-Gymnasium Freising wurde im Jahre 1828 als königliche Studienanstalt gegründet. Seit 1964 gab es Gerüchte über die Verlegung des Priesterseminars nach München und die damit verbundene Schließung der Hochschule. Das Priesterseminar wurde 1968 nach München verlegt und die Hochschule 1969 offiziell geschlossen. Ihre Lehrstühle wurden an die Universität München verlegt. Ganz im Westen des Dombergs – auf dem Gelände des ehemaligen Andreasstiftes – befindet sich heute im Gebäude des früheren Knabenseminars das Diözesanmuseum Freising. Heute existieren nur noch das Dom-Gymnasium und das Bildungszentrum Kardinal-Döpfner-Haus.
Mit der Säkularisation in Bayern endete auch die Geschichte des Dombergs als Zentrum eines Bistums. 1821 wurde der Bischofsstuhl nach einigen Jahren der Sedisvakanz nach München verlegt und das Erzbistum München und Freising gegründet. Seit 1972 ist Freising Sitz eines Regionalbischofs.

## Bebauung
- Domberg 1; Ehemaliger Domherrenhof am Schöneck, jetzt Forstamt, im Kern 15. Jahrhundert, 1838 um zwei Geschosse gekürzt
- Domberg 2, 2 a; Torturm des Osttores des Dombergs („Agilolfenturm“), mit Zinnengiebel, 1479/80 errichtet, 1954/55 umgebaut und erweitert
- Domberg 3–5; Dom-Gymnasium. Hier standen das ehemalige Philippsschloss, das 1534–37 als Altersruhesitz für Bischof Philipp von der Pfalz erbaut worden war, und zwei Domherrenhöfe (Waldkirch, Lehrbach). Später wurde das Schloss als Brauerei und Berufsschule genutzt. Zwischen 1919 und 1930 erster Sitz der Pallottiner in Freising und nach dem Zweiten Weltkrieg Nutzung als Wohngebäude. 1975 mussten das noch weitgehend erhaltene Renaissanceschloss und die Domherrenhöfe einem Neubau des Domgymnasiums weichen, der sich in den Baumassen und der Südfassade an die alten Verhältnisse anlehnt. Damit verschwand einer der bedeutendsten Renaissancebauten Freisings.[5]
- Domberg 7; Sog. Kanzlerbogen, Westtor des Dombergs, dreigeschossig mit gewölbter Durchfahrt, um 1720 von Dominik Glasl neu erbaut, ab 1764 Wohnhaus des fürstbischöflichen Kanzlers.
- Domberg 9/11; Ehem. Herrnhöfe des Stiftes St. Andreas, Doppelhaus mit Walmdach und reicher Putzgliederung, um 1670 neu erbaut.reduziert, mit Nebengebäuden im 18. Jahrhundert erweitert
- Domberg 13; Ehem. Herrnhof des Stiftes St. Andreas, sog. Molitorhof, zweigeschossiges Giebelhaus mit gittergeschlossenem Vorhof, erbaut 1737.
- Domberg 14; Ehem. Hofwagenremise, jetzt Baustadel, stattlicher Satteldachbau mit Hochfahrt, 1672 von Jodok Moosbrugger erbaut
- Domberg 15/17; Hiendlhof; zweiflügeliger Chorherrenhof des 18. Jahrhunderts., mit Stuckdecken.
- Domberg 16; Ehem. Dompropstei, jetzt Wohnhaus, stattlicher dreigeschossiger Bau mit Schopfwalmdach, im Kern 16. Jahrhundert
- Domberg 19; Rest der Fassade und des Dachstuhls des Spangerhofs, ehem. Chorherrenhaus, 17./18. Jahrhundert mit älterem Kern
- Domberg 20; Ehem. domkapitelisches Syndikatshaus, mit steilem Satteldach und Aufzugsgaube, im Kern 18. Jahrhundert, 1986/87 zum Vermessungsamt umgebaut
- Domberg 21; Ehem. Erzbischöfliches Knabenseminar, Vierflügelbau um Lichthof im Rundbogenstil, 1868–1870 von Matthias Berger, seit 1974 Diözesanmuseum
- Domberg 22/24; Ehem. Domdechantei, Baugruppe mit Ostturm und barocker Hauskapelle, im Kern Ende 17. Jahrhundert, 1984–86 Umbau zum Amtsgericht Freising
- Domberg 23; Ehem. Archivbau von St. Andreas, dreigeschossiger Pavillonbau, 17. Jahrhundert
- Domberg 26/26 a/26 b; Lerchenfeldhof, barocker Domherrenhof, in drei Flügeln um Innenhof, mit Stuckdecken, 18. Jahrhundert; Garten mit Gitter von 1788.
- Domberg 27; Ehem. Fürstbischöfliche Residenz, jetzt Kardinal-Döpfner-Haus, im Kern 14. Jahrhundert, mit Arkaden im Hof 1519 von Stefan Rottaler, 1607–22 umgebaut, 1617–21 Hauskapelle im Nordostturm eingerichtet, stuckiert
- Domberg 28; St. Benedikt am Ostflügel des Kreuzgangs, dreischiffige Basilika, steil proportioniert, ab 1347, Glasgemälde Anfang 15. Jahrhundert, 1716 durch Nikolaus Liechtenfurtner stuckiert; mit Ausst.
- Domberg 29; Kath. Filialkirche St. Johannes, dreischiffige Basilika, 1319–21 neu erbaut wohl an der Stelle der ehem. Taufkirche; mit Ausstattung; über dem südlichen Seitenschiff der Fürstengang, siehe Domberg 27
- Domberg 30; Dombibliothek Freising, im 1. Obergeschoss des um 1440 errichteten Kapitelhauses 1732–34 neu erbaut; mit Ausstattung.
- Domberg 32; Kath. Domkirche Mariä Geburt und St. Korbinian, dreischiffige romanische Basilika mit Krypta, nach Brand 1159 über Resten des Vorgängers neu erbaut, 1205 geweiht, Westwerk Ende 14. Jahrhundert erneuert, die heutige Innenausstattung stammt von den Gebrüdern Asam.
- Domberg 34; Domsakristei in zwei Geschossen, untere Sakristei zweischiffig mit Rotmarmorsäulen, 15. Jahrhundert, Obergeschoss, 17. Jahrhundert
- Domberg 38/40; Ehem. Marstall und fürstbischöfliche Galerie im Obergeschoss, 1670/71 von Johann und Jodok Moosbrugger, 1877 aufgestockt, später Dom-Gymnasium und Philosophisch-theologische Hochschule Freising, jetzt Dombibliothek.
- Domberg 42; Ehem. fürstbischöfliches Beamtenwohnhaus mit Zeltdach, 18. Jahrhundert, um 2000 stark erneuert.
- Andreasbrunnen, achteckiges Becken aus Untersberger Marmor, einem Kalkstein aus Österreich, und Brunnenstock mit Andreas am Kreuz, bez. 1697
- Denkmal in Form einer gotischen Fiale für Veit Arnpeck, Rupprecht von Freising und Joachim Haberstock, bez. Einsele, Mitte 19. Jahrhundert
- Säulenvase, 18. Jahrhundert; bei der Benediktuskirche
- Kruzifix, 1867, mit Inschrift für die 1803 abgebrochene Peterskapelle
- Denkmal für Otto von Freising, Bischof und Geschichtsschreiber, 1858 von Karl Zumbusch
- The Chapel of Mary’s Mantle, 2023 erbaute Kapelle neben dem Diözesanmuseum

Von Sommer 2018 bis 2023 fanden auf dem Domberg im Auftrag der Erzdiözese umfangreiche Umbauarbeiten statt. Für die insgesamt 30 Einzelmaßnahmen waren Kosten in Höhe von 215 Millionen Euro veranschlagt.

## Nicht mehr bestehende Gebäude
- Peterskapelle
- Stiftskirche St. Andreas (Romanik und Neuausstattung im Barock)
- Martinskapelle (Romanik)
- Philippsschloss (Renaissance)

## Verkehr
Von Osten her führt eine enge Straße auf den Berg hinauf. Vom Fußpunkt der Straße führt auch eine Treppe auf den Berg hinauf, die unterhalb des Amtsgerichts endet. Die westliche Zufahrt ist wesentlich steiler und daher normalerweise für den motorisierten Verkehr gesperrt. Nach der Sanierung des Diözesanmuseums wurde eine zweite Treppe von der Bahnhofsstraße aus wieder eröffnet, die direkt zur Terrasse des Museums führt. Vom Süden her führen keine öffentlichen Wege auf den Domberg. Am Südhang befindet sich eine Tiefgarage, die durch den Domhof erreichbar ist. Auf ihr befindet sich eine der beiden Aussichtsterrassen. 2024 wurde die Dombergbahn eröffnet, die einen barrierefreien Zugang zum Domberg ermöglicht.

## Gärten
Der Südhang des Dombergs wurde als Hofgarten genutzt. Neben Obst, Gemüse und Kräutern wurde hier bis in die erste Hälfte des 18. Jahrhunderts Wein angebaut. Der Weinanbau wurde vermutlich infolge der kleinen Eiszeit eingestellt. Infolge der Säkularisation und der Verlegung des Bischofssitzes nach München (1821) verlor der Hofgarten seine Hauptabnehmer. Er wurde jedoch ab 1826 zur Versorgung des Priesterseminars genutzt. Nachdem dieses 1968 auch nach München gegangen war, blieb der Garten größtenteils ungenutzt. Erst im frühen 21. Jahrhundert werden die Flächen wieder in Stand gesetzt. Abnehmer ist vor allem das Bildungszentrum „Kardinal-Döpfner-Haus“. Im Jahr 2009 wurden erstmals wieder Weinstöcke angepflanzt.